# Epidendrum miserum
Epidendrum miserum är en orkidéart som beskrevs av John Lindley. Epidendrum miserum ingår i släktet Epidendrum och familjen orkidéer. Inga underarter finns listade i Catalogue of Life.